# Иван Джепароски
Иван Джепароски (на македонска литературна норма: Иван Џепароски) е поет, есеист и преводач от Северна Македония.

## Биография
Роден е в 1958 година в Скопие, тогава в Югославия. Завършва Философския факултет на Скопския университет. Работи като журналист и редактор в Радио Скопие и Телевизията. Става доктор на философските науки. Работи във Философския факултет в Скопие като професор по естетика. Член е на Дружеството на писателите на Македония от 1989 година. Бивш секретар е на Македонския ПЕН център.

## Творчество
- Философски есеј „Арго плови по Аксиј“, Мисла, Скопје 1984
- Студија од областа на естетиката „Во потрага по изгубениот тоталитет“, Култура, Скопје, 1986
- Студија од областа на естетиката „Уметничкото дело“, Култура, Скопје 1998
- Поезија „Слики од изложбата“, Наша книга, Скопје 1989
- Поезија „Еклоги“, Македонска книга, Скопје 1998

Съставителство на антологии
- Јосиф Бродски, Дел од говорот, Македонска книга, Скопје, 1988 (поезия)
- Антонио Грамши, Интелектуалците и револуцијата, Комунист, Скопје, 1989 (есета)
- Јосиф Бродски, Поезија, Македонска книга – СВП, Скопје–Струга, 1991 – заедно с Ефтим Клетников
- Јужнословенска поезија: Убави зборови, Култура Скопје, 1993 (поезия за деца)
- Валтер Бенјамин, Angelus novus, Зумпрес, Скопје, 1998 (есета)

Преводи
- Вилијам Блејк, Песни на невиноста и на искуството, Мисла, Скопје, 1988
- Ј. Бротски, Дел од говорот, Македонска книга, Скопје, 1988
- Јосиф Бротски, Поезија, Македонска книга – СВП, Скопје–Струга, 1991, (превод од руски и англиски език – заедно с Е. Клетников)
- Џејмс Џојс, Камерна музика, Македонска книга, Скопје, 1993

## Награди
- „Млад борец“ (1984) – за книгата „Арго плови по Аксиј“ (за критика и есеистика)
- „Димитър Митрев“ (1993) – за книгата „Во потрага по изгубениот тоталитет“ (за критика и есеистика)
- „Григор Пърличев“ (1993) – награда за преводът на Джойс, Камерна музика[1]